# Michotamia carmichaeli
Michotamia carmichaeli là một loài ruồi trong họ Asilidae. Michotamia carmichaeli được Bromley miêu tả năm 1935.